# ローレン・カニングハム
ローレン・ドゥエイン・カニングハム（Loren Duane Cunningham、1935年6月30日 - 2023年10月6日）は、国際的なクリスチャン宣教団体、ユース・ウィズ・ア・ミッション（YWAM）とUniversity of the Nationsの共同設立者。カニングハムは1960年にアメリカ合衆国で夫人と共にYWAMを設立した。2008年現在、夫妻はハワイでその働きをしている。カニンガムとも表記される。

## ミニストリー
カニングハムは1956年に福音カルテットの働きのためにバハマを旅行しているとき、神からの幻を受けた。この幻の中で全地を覆う波を見た。幻は高校を卒業した青年のクリスチャンが、教派を超えて宣教活動を行う働きを示したと語っている。
YWAMは現在、約20000人の働き人が171の国に存在し、パラチャーチの福音宣教と超教派の非営利活動を行っている。カニングハムは、2008年現在も国際的な説教者として用いられているとしており、「地の上のすべての主権国家、従属国、150以上の領域と島」を訪問した。

## 著書
- 『神様、私に語ってください―神の御声に聞き従ったある若者の物語』ローレン・カニングハム  ワイワム出版 ISBN 4990029410